# Hasköy (Muş)
Hasköy (kurdisch Dêrxas, armenisch Xarts ‚Röhricht‘) ist eine Stadt und Hauptort des gleichnamigen Landkreis (İlçe) in der ostanatolischen Provinz Muş. Hasköy liegt etwa 13 km südöstlich der Provinzhauptstadt Muş südlich der Eisenbahnstrecke Tatvan-Elâzığ und an der Fernstraße D 300, die Kurkut mit Muş verbindet.
Der Landkreis liegt im Südosten der Provinz und grenzt im Westen an den zentralen Landkreis (Merkez) Muş, im Norden an den Kreis Korkut, im Süden sowie im Osten an die Provinz Bitlis. Die Bevölkerungsdichte ist die höchste der Provinz (97,5), die Einwohnerzahl ist knapp hinter dem Kreis Korkut die niedrigste.
Der Fluss Karasu fließt nördlich der Stadt Hasköy in westlicher Richtung.
Der Kreis wurde am 19. Juni 1987 durch das Gesetz Nr. 3392 als Landkreis gegründet und ist der kleinste Landkreis der Provinz. Bis zu diesem Zeitpunkt waren einige Dörfer und die Belediye Hasköy Teil des Bucak Merkez im südöstlichen Teil des zentralen Landkreis (Merkez) Muş.
Ende 2018 bestand der Kreis neben der Kreisstadt (47,5 % der Kreisbevölkerung) aus einer weiteren Belediye, der Gemeinde Düzkışla (1588 Einw.) nahe Hasköy sowie 17 Dörfer (Köy) mit durchschnittlich 701 Bewohnern. Fünf der Dörfer haben über 1000 Einwohner: Eşmepınar (2024), Gökyazı (1410), Azıklı (1244), Elmabulak (1129) und Aşağıüçdam (1056 Einw.).

## Geschichte
Nahe Hasköy befand sich die antike karische Stadt Attuda (altgriechisch Ἄττουδα). Sie unterhielt enge Beziehungen zu der Nachbarstadt Trapezopolis. Münzfunde aus der Zeit des Augustus mit der Inschrift Ἱερὰ Βουλὴ Ἀττουδέων zeigen, dass der Gott Men hier verehrt wurde. Anfang des 20. Jahrhunderts lebten an die 4000 Armenier in der Stadt, die drei Kirchen besaß. Der Name Hasköy könnte sich vom armenischen Wort Xarts für ‚Sumpf‘/‚Feuchtgebiet‘ ableiten, das zu Xars wurde.
Der Ort erhielt 1968 den Status einer Belediye (Gemeinde).

## Persönlichkeiten
- Giyasettin Sayan (* 1950) – Deutscher Abgeordneter kurdischer Herkunft